# Star Academy 2 (Francja)
Star Academy 2 to druga edycja francuskiego show Star Academy. Trwała od 31 sierpnia do 21 grudnia 2002 roku. Ponownie zamknięto 16 uczestników w akademii, z której co tydzień, po koncertach na żywo, odpadała jedna osoba. Dyrektorem, podobnie jak w poprzedniej edycji była Alexia Larouche-Joubert, prezenterem pozostał Nikos Aliagas. Parrains zostali uczestnicy pierwszej edycji show. Zwyciężczynią została, wówczas 20-letnia Nolwenn Leroy.

## Lista uczestników
- Alexandre Balduzzi
- Anne-Laure Sibon
- Aurélie Conaté
- Manuelle Emma Daumas
- Éva Arbib Chimouni
- Fabien Antoine
- Florence Morissonneau
- Georges-Alain Jones
- Houcine Camara
- Isabelle Lemoine
- Jérémy Châtelain
- Nazim
- Nolwenn Le Magueresse Leroy
- Philippe Miro
- Rudy Carvalho
- Stéphanie Hansen

## Przebieg sezonu- nominacje i eliminacje
Uczestnik uratowany przez widzów zaznaczony jest kursywą. Uczestnik uratowany przez pozostałych uczestników nie posiada osobnego zaznaczenia. Uczestnik wyeliminowany zaznaczony jest przekreśleniem.
- Nazim / Philippe / Stéphanie
- Éva / Rudy / Florence
- Éva / Rudy / Nazim
- Isabelle / Fabien / Philippe
- Fabien / Rudy / Éva
- Georges-Alain / Fabien / Rudy
- Georges-Alain / Houcine / Isabelle
- Brak eliminacji w tym tygodniu
- Anne-Laure / Fabien / Alexandre
- Georges-Alain / Anne-Laure / Fabien
- Nolwenn / Jérémy / Anne-Laure
- Aurélie / Jérémy
- Georges-Alain / Aurélie
- Półfinał mężczyzn : Houcine / Georges-Alain
- Półfinał kobiet : Nolwenn / Emma
- Finał : Nolwenn / Houcine

W specjalnym tournée udział wzięli: Nolwenn, Houcine, Emma, Georges-Alain, Aurélie, Jérémy, Anne-Laure, Fabien i Alexandre.

## Zaproszeni artyści
- Céline Dion
- Johnny Hallyday
- Ray Charles
- Luz Casal
- Pierre Perret
- Salome de Bahia
- Phil Collins
- Cunnie Williams
- Liane Foly
- Maxime Le Forestier
- Billy Paul
- Jane Birkin
- Nuttea
- Patricia Kaas
- Patrick Bruel
- Lara Fabian
- Marc Lavoine
- Tom Jones
- Nana Mouskouri
- Dany Brillant
- Michèle Torr
- Magic System
- Kate Ryan
- Karine Costa
- Daniel Levi
- Bruno Pelletier
- Youssou N’Dour
- Michel Delpech
- Calogero
- Vanessa Carlton
- Isabelle Boulay
- David Hallyday
- Richard Cocciante
- Mariah Carey
- Billy Crawford
- Lionel Ritchie
- Lorie
- Christophe
- David Charvet
- Faudel
- Laura Pausini